# Saint-Pierre-d'Irube
Saint-Pierre-d'Irube (Hiriburu en euskera) es una localidad y comuna francesa situada en el departamento de Pirineos Atlánticos, en la región de Aquitania y el territorio histórico vascofrancés de Labort.

## Geografía
Limita al oeste con Villefranque, al este con Mouguerre y al norte con Bayona.

## Heráldica
En campo de oro, un chevrón de azur, cargado de tres conchas de caracol de tierra, acompañado en punta de una hidra de sinople, de cuatro cabezas linguadas de gules, estando una de ellas cortada y sangrante de gules, y acompañado en el jefe de dos cañones adosados, de sable.

## Demografía
| Gráfica de evolución demográfica de Saint-Pierre-d'Irube entre 1800 y 2012 |
|                                                                            |

Fuentes: Ldh/EHESS/Cassini e INSEE.